# Pavarotti & Friends
Pavarotti & Friends fue una serie de conciertos benéficos organizados por el cantante italiano Luciano Pavarotti en Modena entre 1992 y 2003, de los cuales se publicaron varios álbumes.

## Historia
Durante varios años seguidos a partir de 1991, Pavarotti respondió al llamado de la organización War Child, para recaudar fondos para la construcción de un centro de musicoterapia en Mostar, Bosnia y Herzegovina. De esta forma, se organizaron anualmente conciertos en Modena bajo el título Luciano Pavarotti & friends, donde además participaban otras personalidades de la música internacional, como Lionel Richie, Joe Cocker, Eric Clapton, Sting, Gloria Estefan, Anastacia, Mónica Naranjo, Bryan Adams, Bon Jovi, Queen, U2, Dolores O'Riordan, Simon Le Bon, Deep Purple, Laura Pausini, Stevie Wonder, Eros Ramazzotti, The Corrs, Spice Girls, Zucchero, Andrea Bocelli, Céline Dion, Mariah Carey Paco de Lucía, Natalie Cole y Vanessa Williams, entre otros artistas de pop y rock de talla mundial, donde se recaudaban fondos para diferentes causas y a beneficio de niños y adultos de todo el mundo. Con él colaboraron las más relevantes figuras del panorama musical de la época, lo que demuestra el alto grado de popularidad que alcanzó. Por primera vez un tenor de ópera era conocido como estrella por el gran público.

### Conciertos
- 1992, Pavarotti & Friends
- 1994, Pavarotti & Friends 2
- 1995, Pavarotti & Friends por los Niños de Bosnia.
- 1996, Pavarotti & Friends por War Child.
- 1998, Pavarotti & Friends por los Niños de Liberia.
- 1999,	Pavarotti & Friends por Guatemala y Kosovo.
- 2000, Pavarotti & Friends por Camboya y Tíbet.
- 2001, Pavarotti & Friends por Afganistán.
- 2002, Pavarotti & Friends por Angola.
- 2003, Pavarotti & Friends por SOS Irak.